# تشنه خون
تشنه خون (به انگلیسی: Blood Thirst) یک فیلم ترسناک آمریکایی سیاه‌وسفید به کارگردانی نیوت آرنولد تولید سال ۱۹۶۵ که در سال ۱۹۷۱ منتشر شد. 

## تولید
این فیلم تولید مشترک ایالات متحده آمریکا و فیلیپین است در سال ۱۹۶۵ میلادی فیلیپین فیلمبرداری شد. اما در سال ۱۹۷۱ اکران و توزیع شد. 